# 硒氢化钠
硒氢化钠是一种无机化合物，化学式为NaHSe，广泛用于有机硒化合物的合成中。

## 制备
硒氢化钠可由硒和硼氢化钠在乙醇中反应得到：
Se + NaBH4 + 3 EtOH → NaHSe + B(OEt)3 + 3 H2↑
在水中按化学计量比以下式反应：
4 NaBH4 + 2 Se + 7 H2O → 2 NaHSe + Na2B4O7 + 14 H2↑